# Angela Piarulli
Angela Anna Bruna Piarulli (Matera, 3 agosto 1968) è una politica italiana.

## Biografia
Si laurea in Giurisprudenza nel 1992 presso l'Università degli Studi di Salerno e nel 1996 ottiene l'abilitazione alla professione forense. Frequenta diversi master e corsi post lauream in criminologia, criminologia clinica e penitenziaria, medicina penitenziaria, diritto dei fondi europei e fenomenologia e dinamiche dei gruppi. Dal 1997 è in servizio presso il Ministero della Giustizia come dirigente penitenziario e successivamente direttrice degli Istituti Penali di Trani. In tale veste ha firmato diversi protocolli sull'inclusione lavorativa dei detenuti.

## Attività politica
Alle elezioni politiche del 2018 è candidata al Senato della Repubblica nel collegio uninominale Puglia 1 - 02 (Altamura) per il Movimento 5 Stelle, venendo eletta senatrice con il 45,97% dei voti davanti ad Anna Carmela Minuto del centrodestra (31,45%) e a Loredana Lezoche del centrosinistra (15,88%). Una volta entrata in carica, è entrata a far parte della II Commissione "Giustizia" e Commissione Bicamerale sulla Semplificazione. È stata inoltre Presidente della Commissione Bicamerale d'Inchiesta sui fatti avvenuti presso la comunità Il Forteto. È stata relatrice di provvedimenti legislativi sul lavoro in carcere e della legge di conversione del d.l. n. 28/2020, che ha introdotto misure urgenti in materia di intercettazioni, di ordinamento penitenziario, di giustizia civile, penale, amministrativa e contabile e per l'introduzione di un sistema di allerta Covid-19 nelle carceri.
Alle elezioni politiche del 2022 è candidata alla Camera dei Deputati per il Movimento 5 Stelle nel collegio uninominale Puglia - 03 (Andria), totalizzando il 27,00% e venendo sopravanzata da Mariangela Matera del centrodestra (40,83%), e in quarta posizione nel collegio plurinominale Puglia - 02, non venendo eletta.